# Brandon Bollig
Brandon Bollig (Saint Charles, 31 gennaio 1987) è un hockeista su ghiaccio statunitense.
Ha debuttato nella National Hockey League nel 2012. Con i Chicago Blackhawks ha vinto la Stanley Cup 2013.
Nel 2002 ha recitato nel film Defiance.

## Palmarès

### Club
- Stanley Cup: 1

Chicago: 2012-2013